# Electridae
Electridae zijn een familie van mosdiertjes uit de orde Cheilostomatida en de klasse van de Gymnolaemata.

## Geslachten
- Arbocuspis Nikulina, 2010
- Arbopercula Nikulina, 2010
- Aspidelectra Levinsen, 1909
- Bathypora MacGillivray, 1885
- Charixa Lang, 1915
- Conopeum Gray, 1848
- Einhornia Nikulina, 2007
- Electra Lamouroux, 1816
- Harpecia Gordon, 1982
- Lapidosella Gontar, 2010
- Miravitrea Gontar, 2014
- Mychoplectra Gordon & Parker, 1991
- Osburnea Nikulina, 2010
- Pyripora d'Orbigny, 1849
- Tamanicella Viskova & Koromyslova, 2012
- Tarsocryptus Tilbrook, 2011
- Villicharixa Gordon, 1989